# John Rutherford Blair
John Rutherford Blair (1843 - 25 de novembro de 1914) foi o prefeito de Wellington, Nova Zelândia, de 1898 a 1899.

## Carreira
Ele nasceu em Balphuock, Lanarkshire, na Escócia, e era comerciante de papel. Sua carreira começou com uma grande empresa comercial de papel de Glasgow. Em 1860, ele migrou primeiro para Otago e depois para Melbourne, na Austrália. Em Melbourne, ele foi nomeado responsável pela Sands and McDougall. Ele foi a Wellington como representante da empresa em 1869. Em Wellington, ele estabeleceu uma parceria com William Lyon, abrindo uma instalação chamada Lyon and Blair em Lambton Quay. Quando William Lyon morreu, o filho de Lyon, Horatio, ingressou no negócio. Blair trouxe Lyon para fora e continuou o negócio sob o nome de Lyon and Blair. Lyon and Blair foi então comprada pela Whitcombes and Tombs. Blair prosseguiu seus interesses educacionais e diretorias de várias empresas e instituições.
Em 1880, foi nomeado para o Conselho de Educação, tornando-se presidente em 1882. Isso levou ao envolvimento com o Conselho de Educação Técnica e, eventualmente, a tornar-se presidente do conselho de governadores do Wellington College até 1899. Ele também era membro dos comissários da escola.

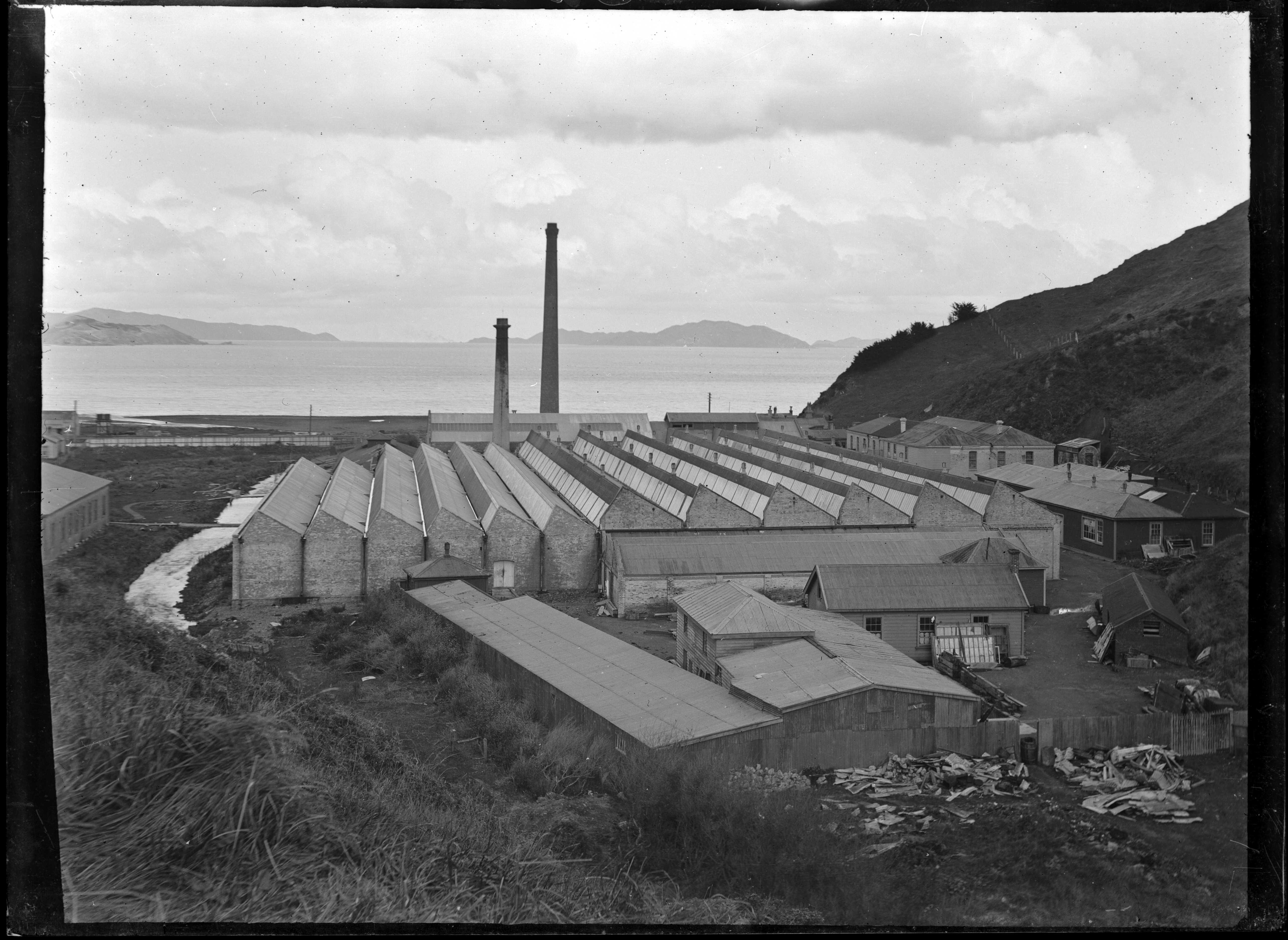
A fábrica da Wellington Woolen Manufacturing Company em Petone, por volta de 1900

De 1899 a 1902, ele foi o primeiro presidente do reorganizado Bank of New Zealand. Na época de sua morte, ele era presidente da Wellington Investment Trustee and Agency Company, da Paparoa Coal Mining Company e da Wellington Woolen Manufacturing Company. Ele também foi diretor da Gear Meat Company, E W Mills and Company e diretor local da New Zealand Shipping Company.
De 1898 a 1899, foi eleito prefeito de Wellington e membro do Wellington Harbour Board.
Blair morreu em sua residência em The Terrace, Wellington, aos 71 anos.